# Кранець

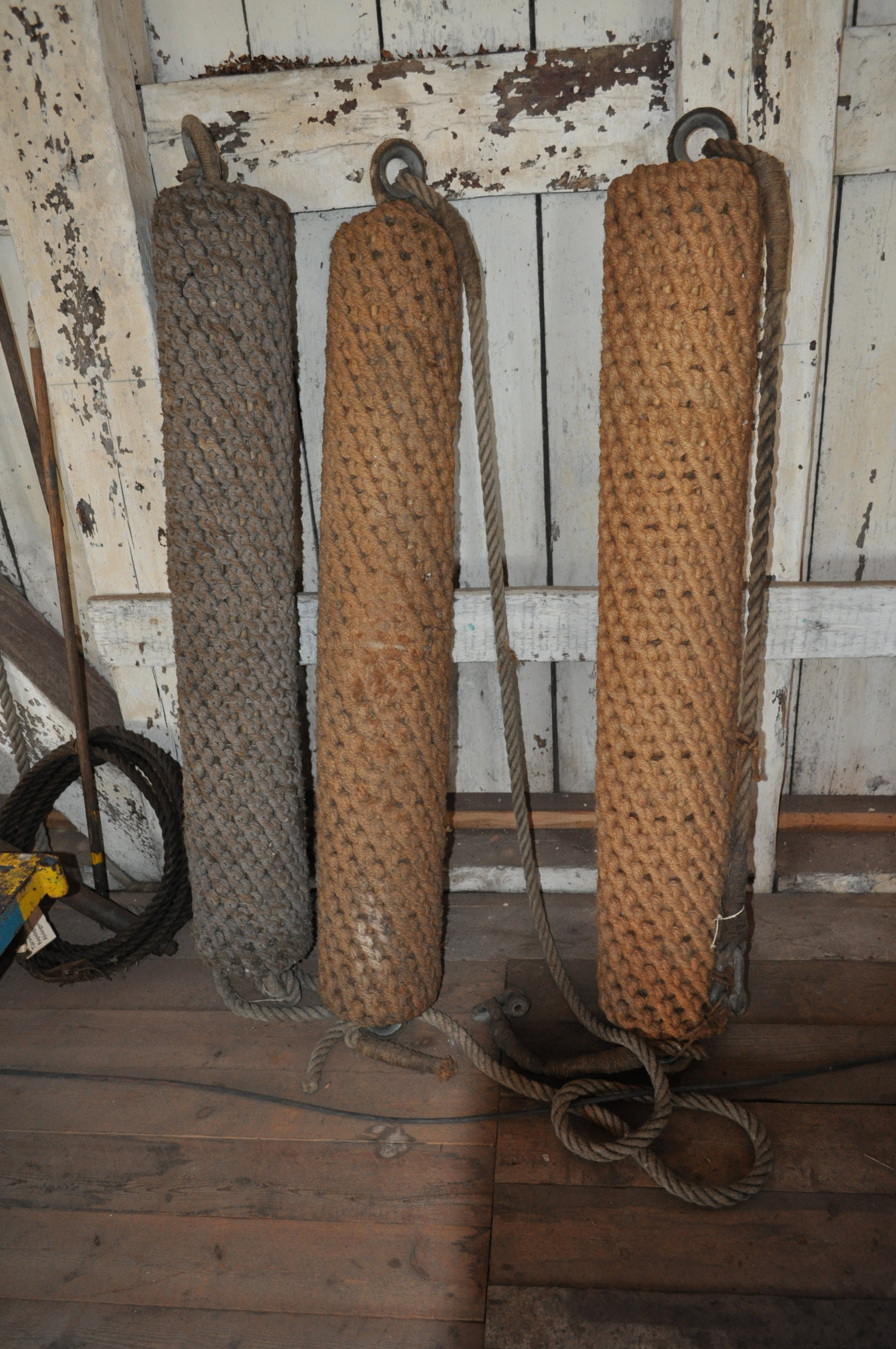
Традиційні парусинові кранці з тросовим обплетенням

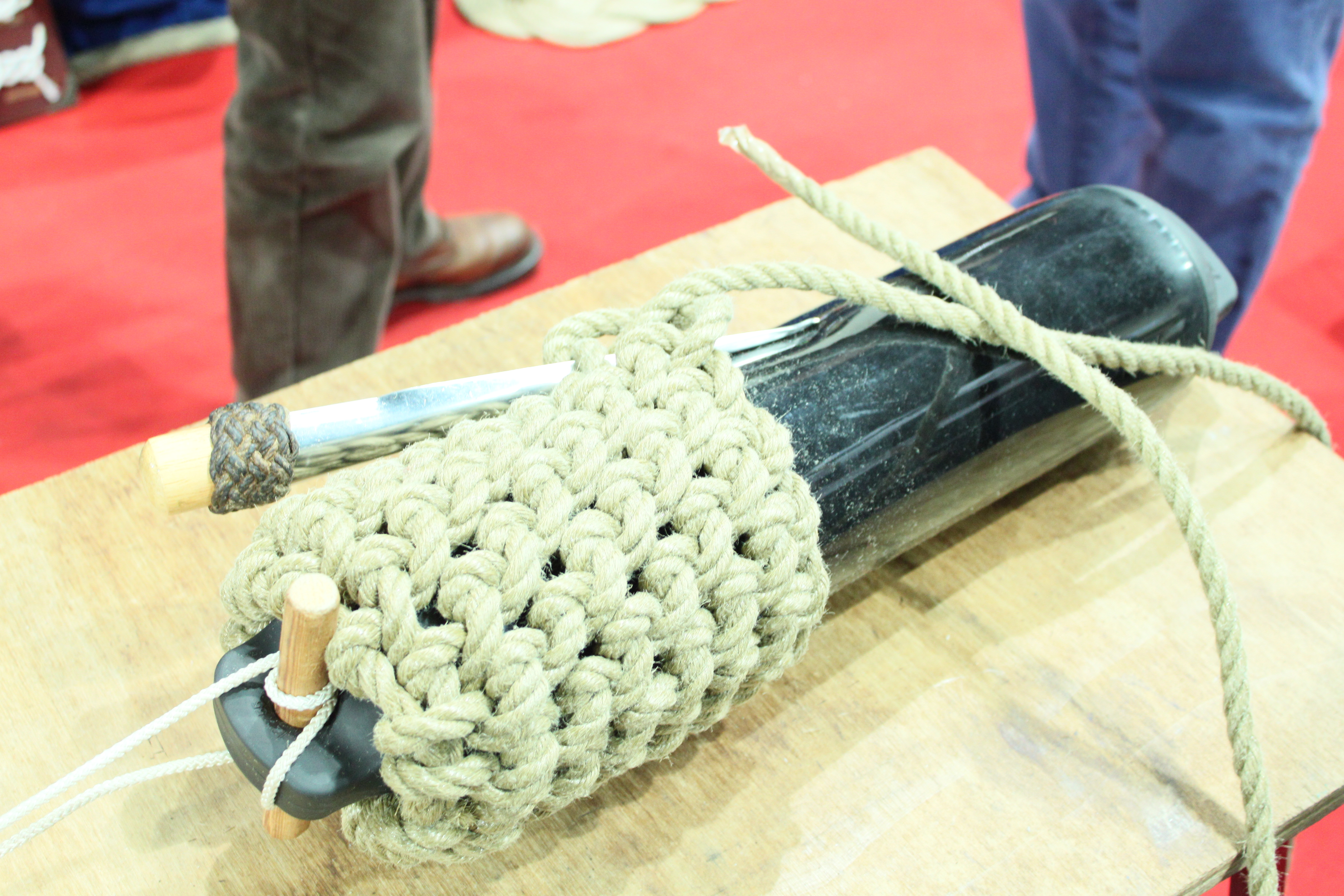
Пластиковий кранець з традиційним тросовим обплетенням

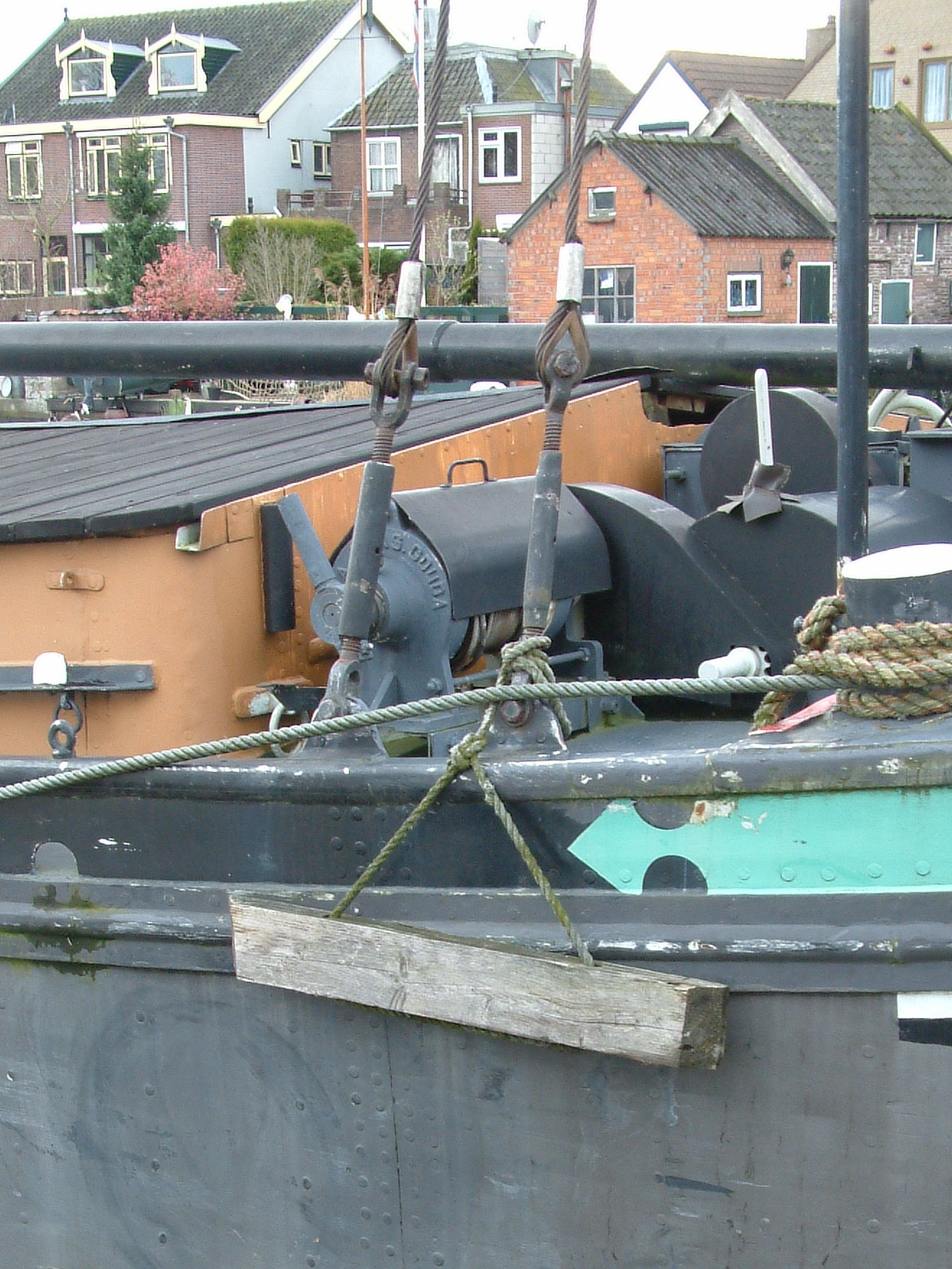
Дерев'яний кранець

Кра́нець (від нід. krans — «вінок») — пристрій, встановлений (тимчасово або постійно) уздовж борту судна і призначений для пом'якшення ударів судна бортом об причал або борт іншого судна. Для кранця використовують дерев'яні бруси, парусинові або плетені з троса мішки, набиті кришеним корком, прядив'яними або синтетичними відходами (рідко піском), циліндричні гумові балони (іноді надувні — пневмокранці). У наш час часто використовуються старі автомобільні покришки.

## Опис
Традиційно кранці були дерев'яні, тросові або парусинові. У старовинних кораблів (карак) роль кранців виконували зовнішні вертикальні ребра жорсткості — фендерси (англ. fenders, у самій англійській мові вони називаються skids чи skeeds). Найпростішими кранцями можуть служити дерев'яні бруси чи обрізки товстих тросів. Парусинові мають вигляд мішка з парусини, набитого якимось матеріалом (корком, прядивом, синтетичними відходами) і обплетеного каболкою. Кранці рятувальних шлюпок виконуються з корку і також служать для збільшення їхньої плавучості.
Також «кранцями» (зазвичай це слово вживається у множині) називається місце для зберігання снарядів на палубі військового корабля: запас для перших пострілів з гармат, до подачі боєприпасів з льоху (також відомі як «кранці перших пострілів»). У вітрильному флоті так називали трикутні рамки або канатні кільця на палубах між гарматами, у які укладалися ядра, щоб вони не качалися по палубі.

## Галерея

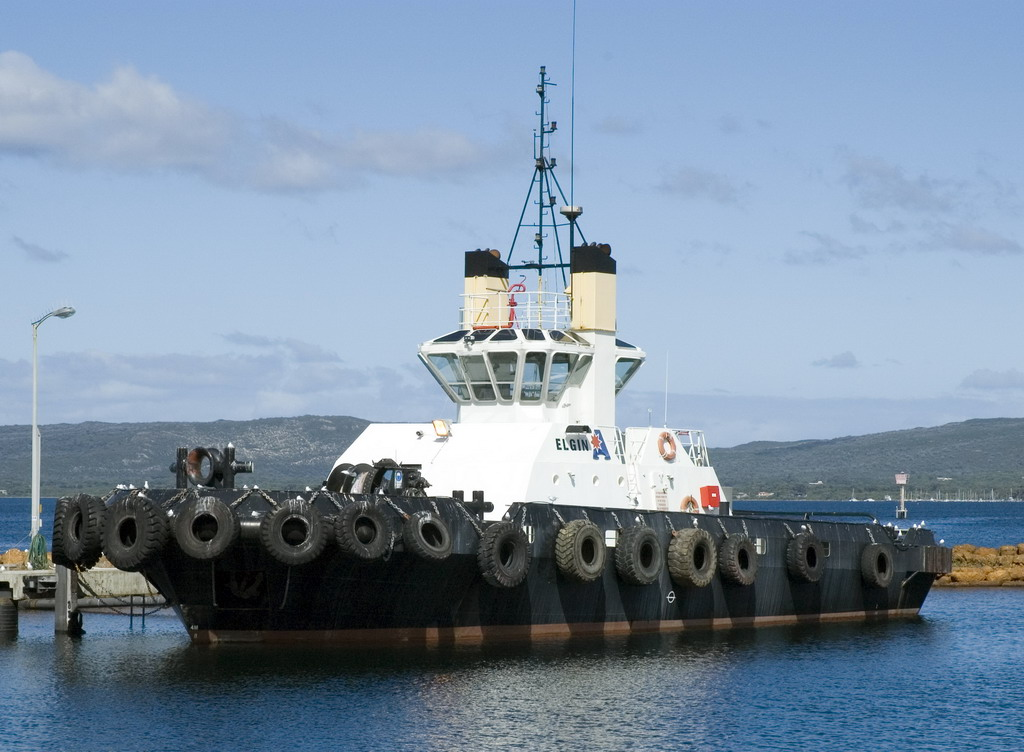
Кранці зі старих покришок вздовж бортів буксира
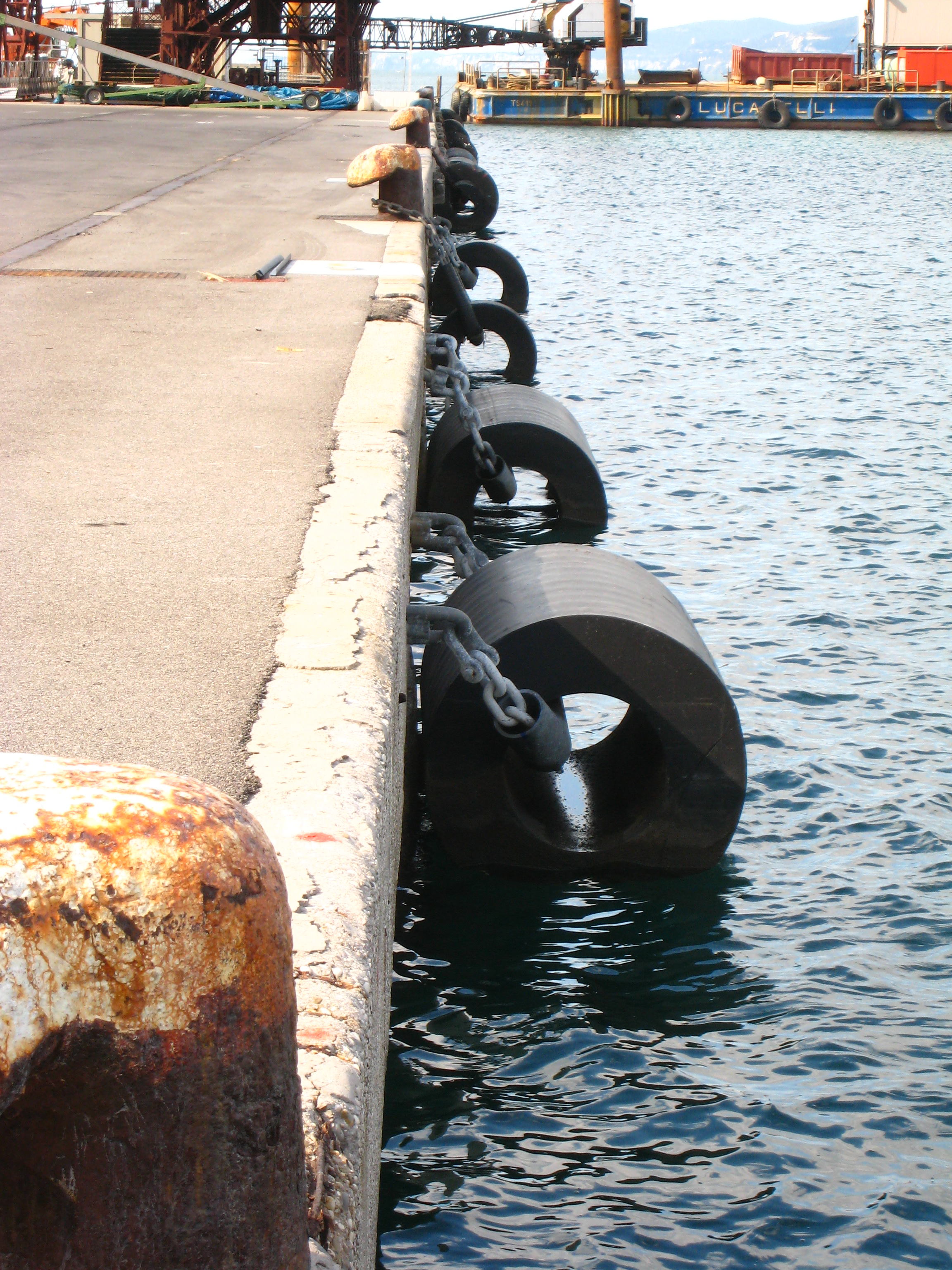
Циліндричні кранці на причалі
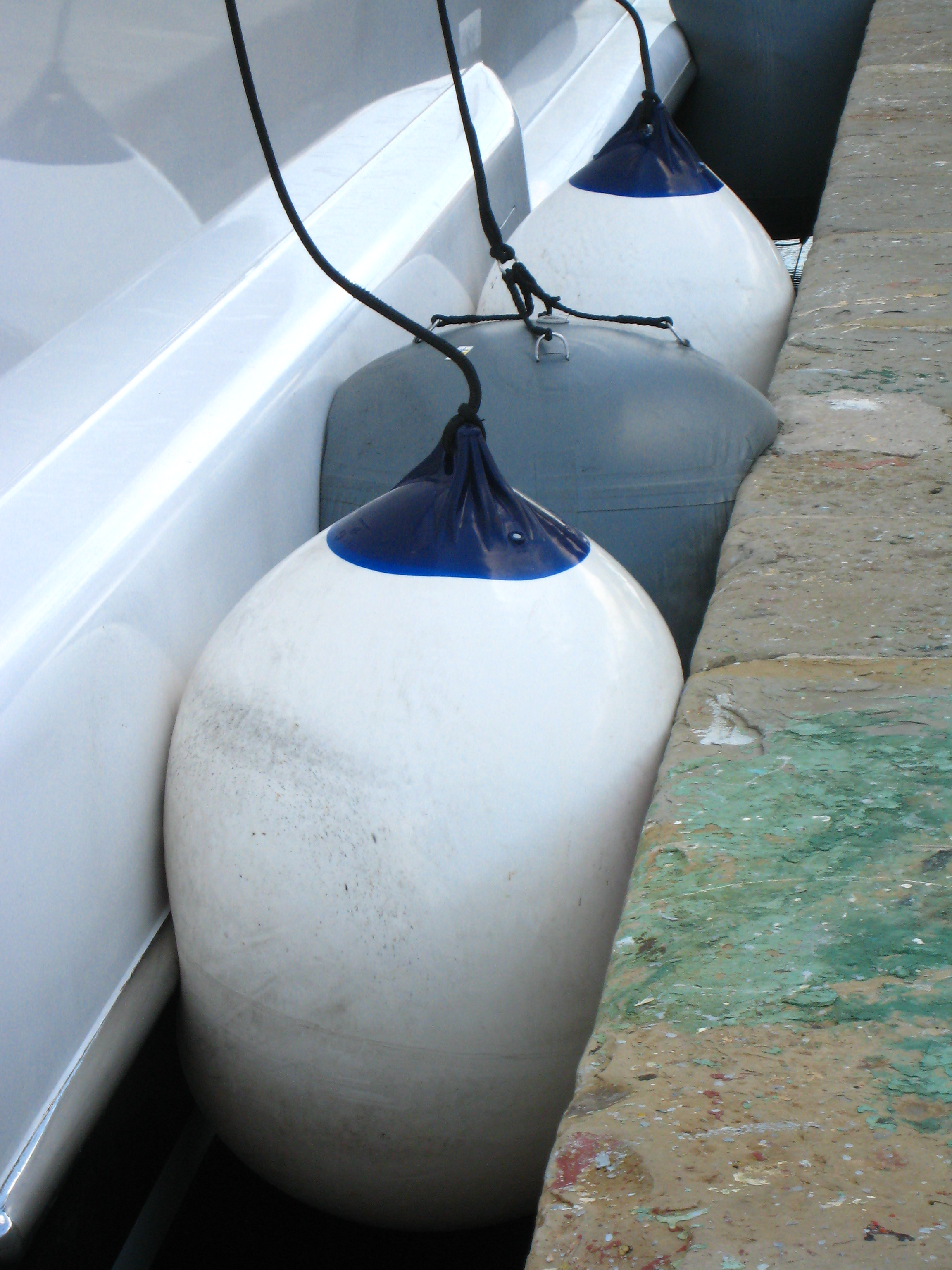
Кранці у вигляді гумових балонів
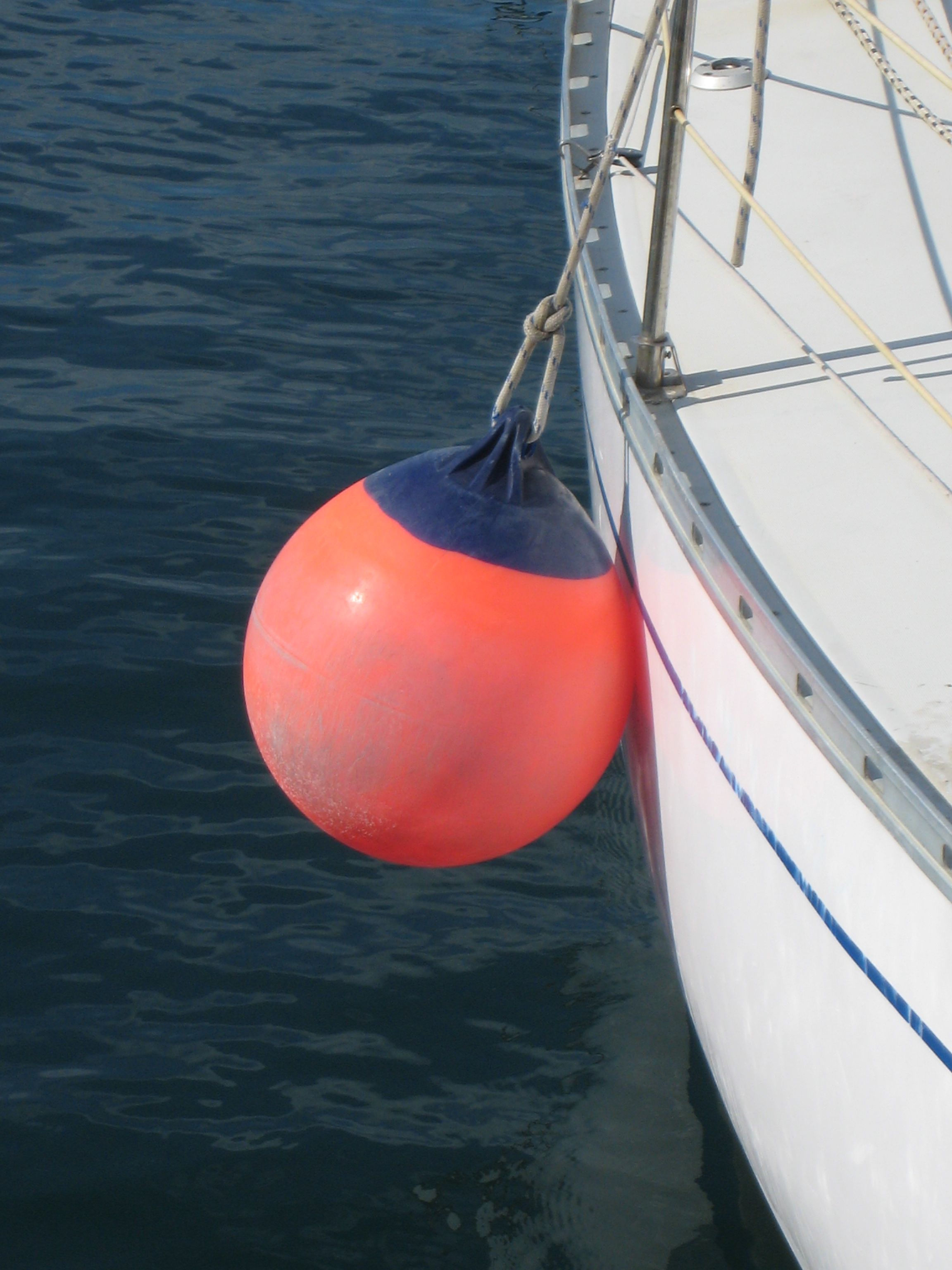
Гумовий кранець у вигляді кулі
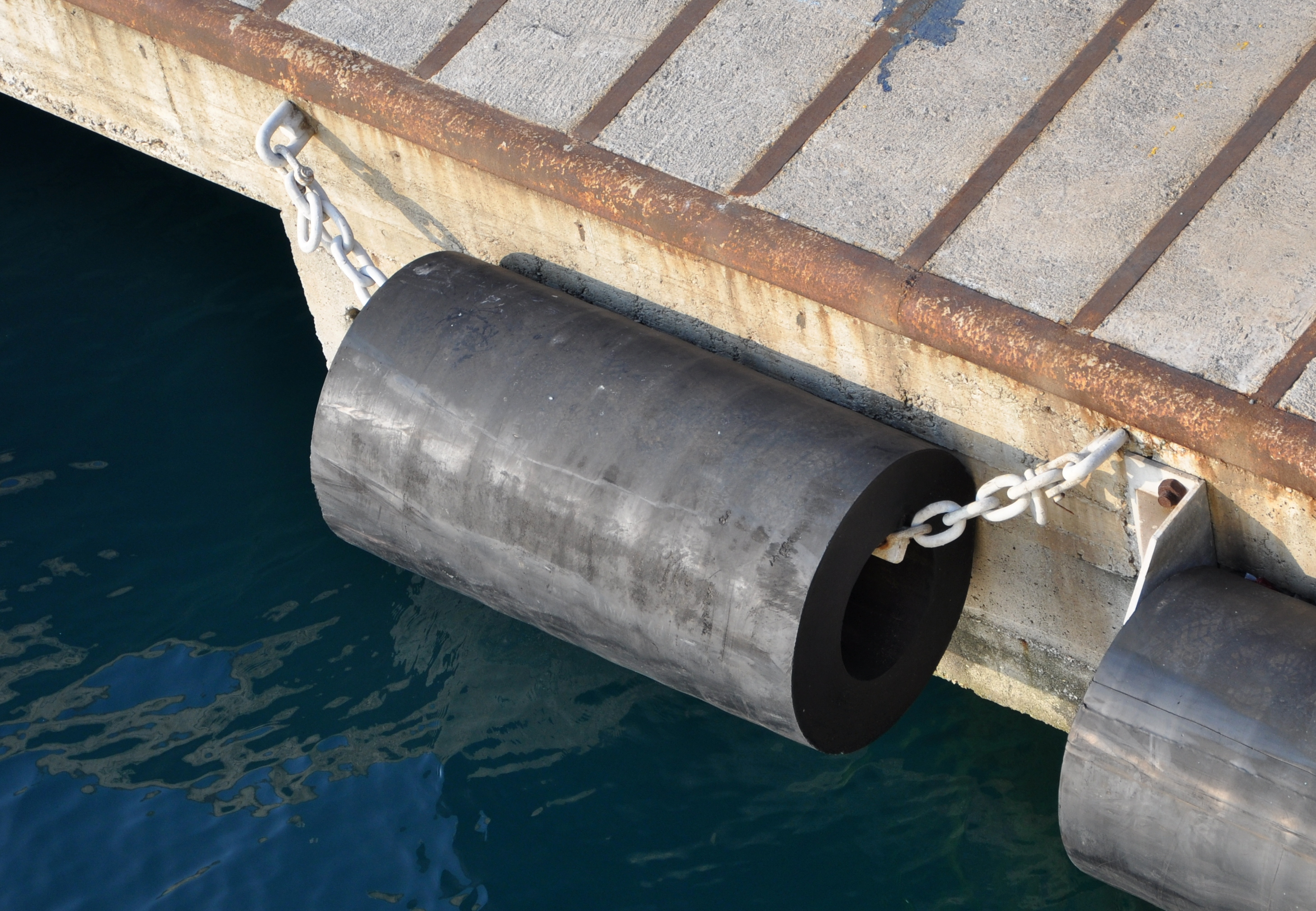
Циліндричні кранці на причалі